# Gerersdorf
Gerersdorf è un comune austriaco di 951 abitanti nel distretto di Sankt Pölten-Land, in Bassa Austria. Fino al 1950 ha incluso come comune catastale la località di Prinzersdorf, eretta in quella data a comune autonomo. Sempre nel 1950 Gerersdorf ha inglobato Matzersdorf, già comune catastale del comune soppresso di Pummersdorf.